# 赫耳墨斯冰川
赫耳墨斯冰川（英語：Hermes Glacier），是南極洲的冰川，位於葛拉漢地的法利埃海岸，全長15公里，最終注入韋爾豪澤冰川，在1960年1月由英國探險隊測量，以奧林匹斯十二主神之一的赫耳墨斯命名，現時由南極條約體系管理。